# Elecciones presidenciales de Perú de 1876
Las elecciones presidenciales del Perú de 1876 se realizaron en 1876 Prado tuvo muy buenas relaciones con el presidente civilista Manuel Pardo, que había sido su secretario de Hacienda bajo su mandato. Ya finalizando su gobierno, Manuel Pardo inauguró el monumento a la victoria del Callao del 2 de mayo de 1866, en la Plaza Dos de Mayo, lo que implicaba un reconocimiento implícito al gobierno del antiguo mandatario, que empezaba ya a ser voceado como potencial candidato presidencial, con el apoyo del civilismo.
Pardo convocó a elecciones para elegir a su sucesor. El Partido Civil se aprestaba a lanzar su candidato, pero la persona sindicada para ello, José Simeón Tejeda, falleció poco antes de iniciarse la campaña. Los civilistas, debido a sus disensiones, no se pusieron de acuerdo en nombrar candidato, y fue entonces cuando surgió la idea de apoyar al general Prado, visto su prestigio como hombre público no solo a nivel nacional sino continental. Su candidatura se oficializó el 31 de enero de 1875. Para enfrentar a Prado surgió la candidatura del contralmirante Lizardo Montero, que se erigió a título personal, pues no contaba con el apoyo de partido alguno. En ese entonces se realizaban las elecciones por el sistema de los colegios electorales. Las elecciones primarias fueron violentas y hubo varios muertos en Lima y otras ciudades del interior. Finalmente, resultó elegido Prado por abrumadora mayoría.
- Datos: Q47496778